# Hydrographische Messstation Spiekeroog

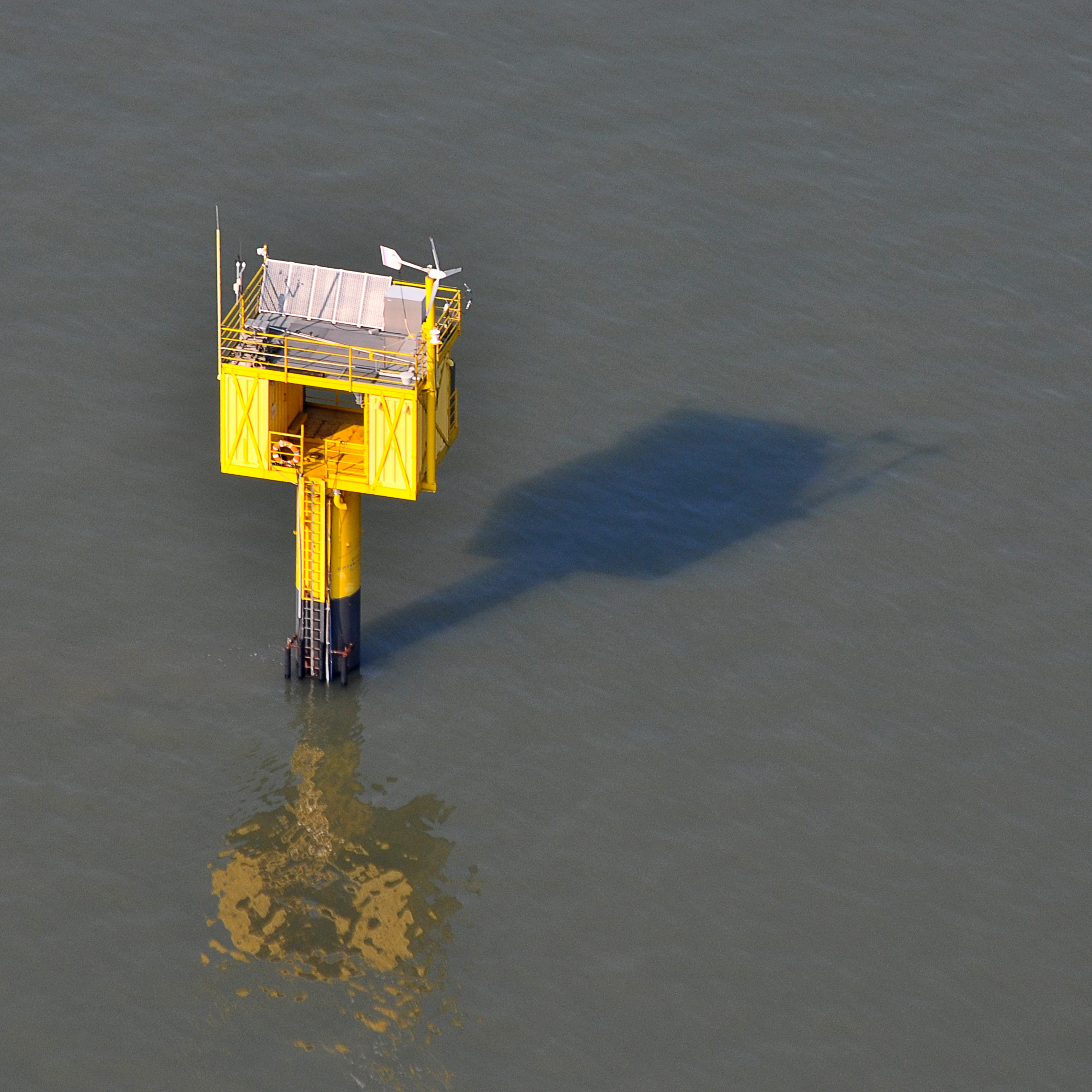
Hydrographische Messstation im Wattenmeer bei Spiekeroog

Die Hydrographische Messstation Spiekeroog ist eine hydrographische Messstation des Instituts für Chemie und Biologie des Meeres (ICBM) der Carl-von-Ossietzky-Universität Oldenburg und befindet sich im Wattenmeer der Nordsee direkt vor dem Südwest-Ende der Insel Spiekeroog. Die Messstation wurde 2002 in der Schillbalje (am südlichen Ende des Seegatts Otzumer Balje) in einer Wassertiefe von 13 Metern errichtet und ist die erste einer Reihe geplanter Messstationen im Nationalpark Niedersächsisches Wattenmeer. Im Jahr 2012 wurde der Universität Oldenburg für die maßgeblich hier erfolgten Untersuchungen der Norddeutsche Wissenschaftspreis verliehen. Seit 2018 ist sie Teil des Küstenobservatoriums Spiekeroog des ICBM.

## Messungen
Das Beobachten der Umwelt und die Gewinnung verlässlicher und kontinuierlicher Daten durch Messungen ist auf See schwieriger als an Land. Messungen per Satellit oder von Schiffen aus sind entweder sehr teuer und nicht bei allen Witterungen durchführbar. Die Messergebnisse der Messstation werden bei jedem Wetter per Funk zur Empfangsstation auf Spiekeroog übertragen, von dort aus per Telefon weiter zur Universität Oldenburg.
Neben hydrographischen Messungen von ein- und ausströmendem Wasser zwischen dem Rückseitenwatt und der offenen Nordsee (physikalische, chemische und biologische Eigenschaften) werden auch meteorologische Messwerte wie Luftdruck, Temperatur, Wind und Luftfeuchtigkeit erfasst.

## Bauliche Ausführung
Die Messstation besteht aus einem Stahlrohr mit einem Durchmesser von etwa 1½ Meter, das insgesamt 35 Meter lang ist und zehn Meter tief im Meeresgrund verankert ist. Bei Hochwasser ragt die Anlage noch sieben Meter über die Wasseroberfläche hinaus.
Das Rohr ist im Inneren bis zum Meeresgrund begehbar, im Inneren befinden sich fünf dünne Messrohre, die in Richtung des Gezeitenstroms ausgerichtet sind. Das Rohr trägt zwei Plattformen, auf denen sich Container für die Energie- und Datentechnik sowie Solarzellen und eine Windkraftanlage befinden. Außen ist ein Bootsanleger sowie eine Leiter angebracht.
Die Station ist ganzjährig betriebsbereit und eisfest bis zu einer Eisdicke von 50 Zentimetern.